# Listă de insecte din Republica Moldova
Diversitatea insectelor din Republica Moldova însumează peste 16.5 mii de specii, fiind cel mai numeros grup de animale, inclusiv 23 de specii invazive. Circa 100 de specii de insecte sunt considerate „dăunători” ai culturilor agricole. În Cartea Roșie sunt incluse 80 specii de insecte (ediția din 2015).

## OrdinulThysanura
În Republica Moldova tisanurele sunt slab cercetate, în literatura de specialitate sunt menționate cel puțin 3 specii.
- Machllis rupestris
- Lepisma saccharina
- Thermobia domestica

## OrdinulEphemeroptera
Pe teritoriul Republicii Moldova au fost identificate 25 specii de rusalii.

## OrdinulOdonata
Pe teritoriul Republicii Moldova au fost identificate 40 specii de libelule.

## OrdinulBlattodea
Pe teritoriul Republicii Moldova au fost identificate 4  specii de gândaci-prusaci.
- Blatta orientalis
- Blattella germanica
- Ectobius lapponicus
- Phyllodromica megerlei

## OrdinulMantodea
Pe teritoriul Republicii Moldova au fost identificate 2 specii de călugărițe.
- Mantis religiosa
- Ameles hcldreichi

## OrdinulIsoptera
Pe teritoriul Republicii Moldova a fost identificată 1 specie de termită.
- Reticulitermes lucifugus

## OrdinulPlecoptera
În Republica Moldova plecopterele sunt slab cercetate, în literatura de specialitate sunt menționate 4 specie.
- Taeniopteryx nebulosa
- Nemoura cinerea
- Perla marginata
- Chloroperla tripunctata

## OrdinulOrthoptera
Pe teritoriul Republicii Moldova au fost identificate 150 de specii de ortoptere.

## OrdinulDermaptera
Pe teritoriul Republicii Moldova au fost identificate 4 de specii de dermaptere.
- Forficula auricularia
- Forficula tomis
- Labia minor
- Apterygida media
- Labidura riparia

## OrdinulPsocoptera
Pe teritoriul Republicii Moldova au fost identificate 12 specii de psocoptere.

## OrdinulMallophaga
Pe teritoriul Republicii Moldova au fost identificate 150 specii de malofage.

## OrdinulThysanoptera
Pe teritoriul Republicii Moldova au fost identificate 64 specii de tripși.

## OrdinulStrepsiptera
În Republica Moldova megalopterele sunt slab cercetate, în literatura de specialitate este menționată o singură specie.
- Stylops melittae

## OrdinulMegaloptera
În Republica Moldova megalopterele sunt slab cercetate, în literatura de specialitate este menționată o singură specie.
- Sialis lutaria

## OrdinulRaphidioptera
Pe teritoriul Republicii Moldova au fost identificate 4 specii de rafidioptere.
- Raphidia flavipes
- Raphidia major
- Raphidia schizurotergalis
- Agulla rostrata

## OrdinulNeuroptera
Pe teritoriul Republicii Moldova au fost identificate 30 specii de neuroptere.

## OrdinulMecoptera
Pe teritoriul Republicii Moldova au fost identificate 4 specii de mecoptere.
- Panorpa communis
- Panorpa alpina
- Panorpa germanica
- Panorpa cognata

## OrdinulTrichoptera
Pe teritoriul Republicii Moldova au fost identificate 20 specii de trihoptere.

## OrdinulLepidoptera
În Republica Moldova sunt identificate peste 800 de specii de fluturi și molii.

## OrdinulHymenoptera
Pe teritoriul Republicii Moldova au fost identificate peste 5 mii de specii de himenoptere.

## OrdinulSiphonaptera
Pe teritoriul Republicii Moldova au fost identificate 24 specii de purici.

## OrdinulDiptera
Pe teritoriul Republicii Moldova au fost identificate peste 3 mii de specii de diptere.